# Carlota Amàlia de Hessen-Kassel

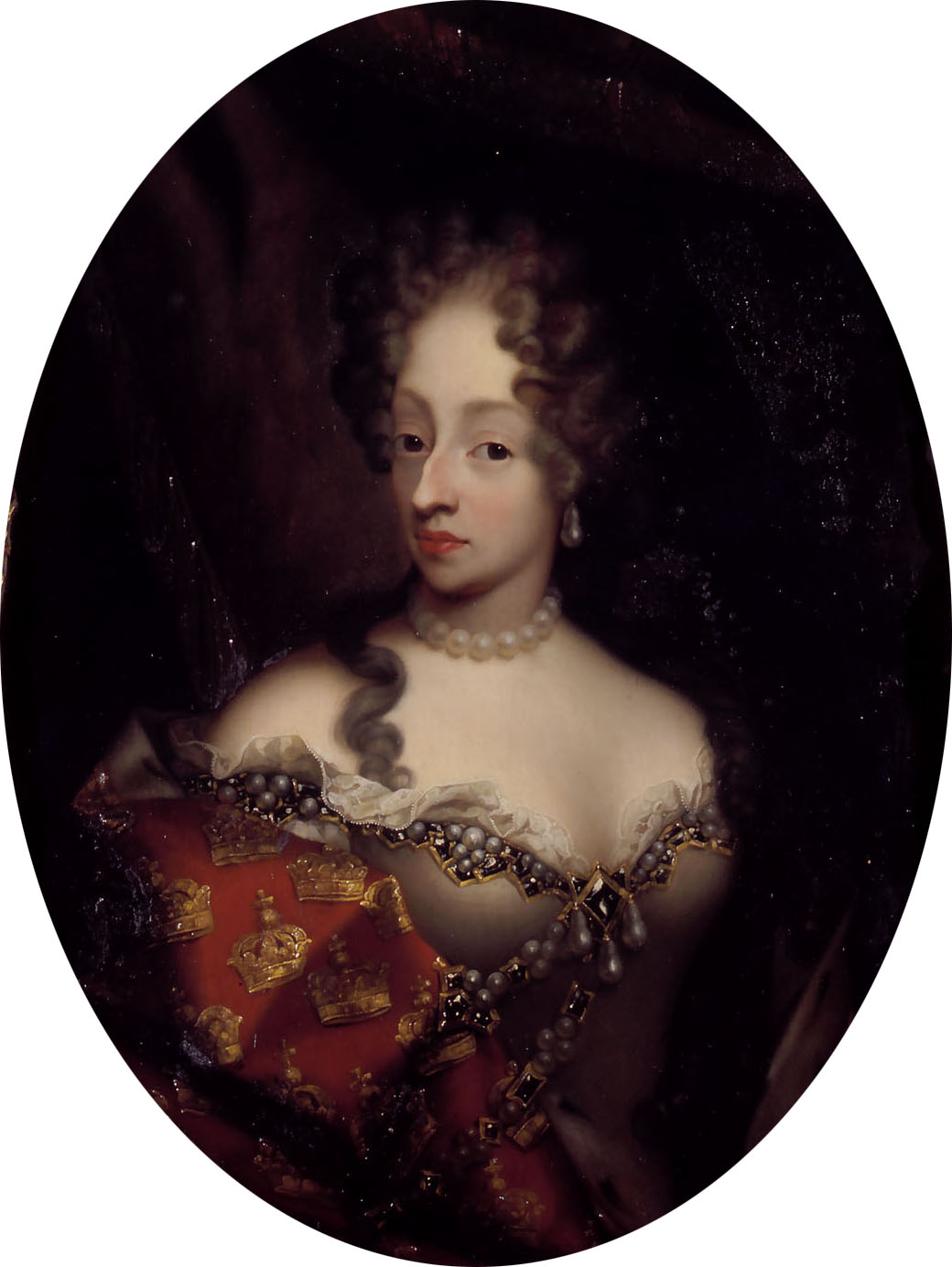
Carlota Amàlia de Hessen-Kassel

Carlota Amàlia de Hessen-Kassel (en alemany Charlotte Amalie von Hessen-Kassel) va néixer a Kassel (Alemanya) el 27 d'abril de 1650 i va morir a Copenhaguen el 27 de març de 1714. Era una noble alemanya, filla del landgravi Guillem VI de Hessen-Kassel (1629-1663) i de la princesa de Brandenburg Hedwig Sofia de Hohenzollern (1623-1683). Arran del seu casament amb Cristià V de Dinamarca va ser nomenada reina de Dinamarca i Noruega.
Va rebre una bona educació en francès, italià, geografia i filosofia, i a més va ser educada en les creences del calvinisme, i va mantenir aquesta religió durant tota la seva vida. El 1688 va participar en la fundació del primer temple de l'Església Reformada a Dinamarca. Se li va concedir el dret de professar la seva religió, cosa que li va ocasionar tensions amb el clero luterà, oficial a Dinamarca.
Vídua des de 1699, va traslladar la seva residència al palau de Kongens Nytorv, a Copenhaguen. El palau, anomenat Charlottenborg en honor seu, és la seu des de 1754 la Reial Acadèmia Danesa d'Art.
Assolí una gran popularitat entre els danesos quan participà el 1700 en l'organització de la defensa de Copenhaguen, durant la invasió del rei Carles XII de Suècia en el marc de la Gran Guerra del Nord.
La ciutat de Charlotte Amalie, a l'illa de Saint Thomas (actualment a les Illes Verges dels Estats Units), fou batejada així també en honor seu, quan l'illa caribenya era una possessió danesa.

## Matrimoni i fills
El 25 de juny de 1667 es va casar a la població danesa de Nykøbing Sjælland amb el rei de Dinamarca Cristià V (1646-1699), fill de Frederic III de Dinamarca i de Sofia Amàlia de Brunsvic-Lüneburg. El matrimoni va tenir vuit fills:
- Frederic (1671-1730). Rei de Dinamarca i Noruega, casat primer amb Lluïsa de Mecklenburg (1667-1721), i després amb Anna Sofia de Reventlow (1693-1743).
- Cristià Guillem (1672-1673).
- Cristià (1675-1695).
- Sofia Eduviges (1677-1735).
- Carles (1680-1729). Comte de Vemmetofte.
- Cristiana Carlota (1679-1689).
- Guillem (1687-1705).